# Перепілка червонодзьоба
Перепілка червонодзьоба (Perdicula erythrorhyncha) — вид куроподібних птахів родини фазанових (Phasianidae). Поширений у Південній Азії.

## Поширення
Ендемік Індії. Мешкає в гірських лісах Індостану. Є дві великі чіткі популяції. Номінальний підвид поширений у Західних Гатах на південному заході Індії. Підвид blewitti поширений на півночі Східних Гат на сході півострова Індостан.

## Опис
Птах завдовжки 17–19 см і масою приблизно 68–88 г. Ця перепілка темно-яскравого кольору з темно-червоним дзьобом і ногами, що привертає увагу навіть у польоті. Самиця має цегляно-червоний низ і не має білого горла та смуги на голові як самець. Самець має чорне обличчя з білою верхньою частиною та горлом. Ці перепілки зазвичай зустрічаються в зграях з 6 до 10 птахів. Вони виходять на відкриті трав'янисті ділянки або на лісові дороги та галявини, щоб харчуватися насінням або зерном і купатися в пилюці вранці та ввечері.